# NGC 1337
NGC 1337 is een balkspiraalstelsel in het sterrenbeeld Eridanus. Het hemelobject werd op 10 november 1885 ontdekt door de Amerikaanse astronoom Lewis A. Swift.

## Synoniemen
- PGC 12916
- MCG -2-9-42